# Église des Saints-Côme-et-Damien-sur-la-Marosseïka
L'église des Saints-Côme-et-Damien-d'Asie-Mineure-sur-la-Marosseïka (en russe : Церковь Космы и Дамиана Ассийских на Маросейке) de Moscou, mentionnée à partir du XVIe siècle, est une des églises du quartier de la colline Saint-Jean située rue Marosseïka. Elle est dédiée aux saints Côme et Damien.

## Histoire
L'édifice actuel, réalisation de l'architecte Matveï Kazakov dans le style du classicisme, date de 1791-1793.
L'église fut fermée vers 1930 et sa destruction programmée. Le bâtiment n'a cependant pas été rasé et servit de blanchisserie puis d'entrepôt et de dépôt d'archives. Dans les années 1960, des bâtiments annexes de l'église laissèrent place à un immeuble administratif et l'extérieur de l'église fut partiellement restauré.
En 1993, la ville de Moscou ordonna la restitution de l'église au patriarcat orthodoxe de Moscou, les services religieux ont repris en novembre de cette même année.